# 藤田和男 (野球)
藤田 和男（ふじた かずお、1980年1月18日 - ）は、愛媛県出身の元社会人野球選手（捕手）、プロ野球コーチ。

## 経歴
愛媛県立今治西高等学校から同志社大学へ進み、野球部では社会人でも後輩となる渡辺亮ともバッテリーを組む。平石洋介は大学の1年後輩。
大学卒業後は日本生命に入社。同社野球部で9年間プレーし、チームの正捕手として活躍した。2010年のシーズン限りで現役引退。
翌2011年は社業に就いたものの、同年限りで日本生命を退職。2012年から横浜DeNAベイスターズでプロ未経験者では珍しいブルペン捕手に転身し、打撃投手も務めるなど3年間裏方でチームを支えた。
2015年から横浜DeNAベイスターズの二軍バッテリーコーチ補佐兼育成担当に就任することが発表された。2017年は二軍バッテリーコーチ、2018年から2019年は一軍ブルペン担当バッテリーコーチ、2020年は一軍バッテリーコーチ、2021年は再び一軍ブルペン担当バッテリーコーチ、2022年は育成コーチ、2023年は育成野手コーチを務め、同年限りで退任、2024年からは球団スカウトへ転任した。

## 詳細情報

### 背番号
- 92（2012年 - 2014年）
- 89（2015年 - 2023年）